# Orkiestra Samanta

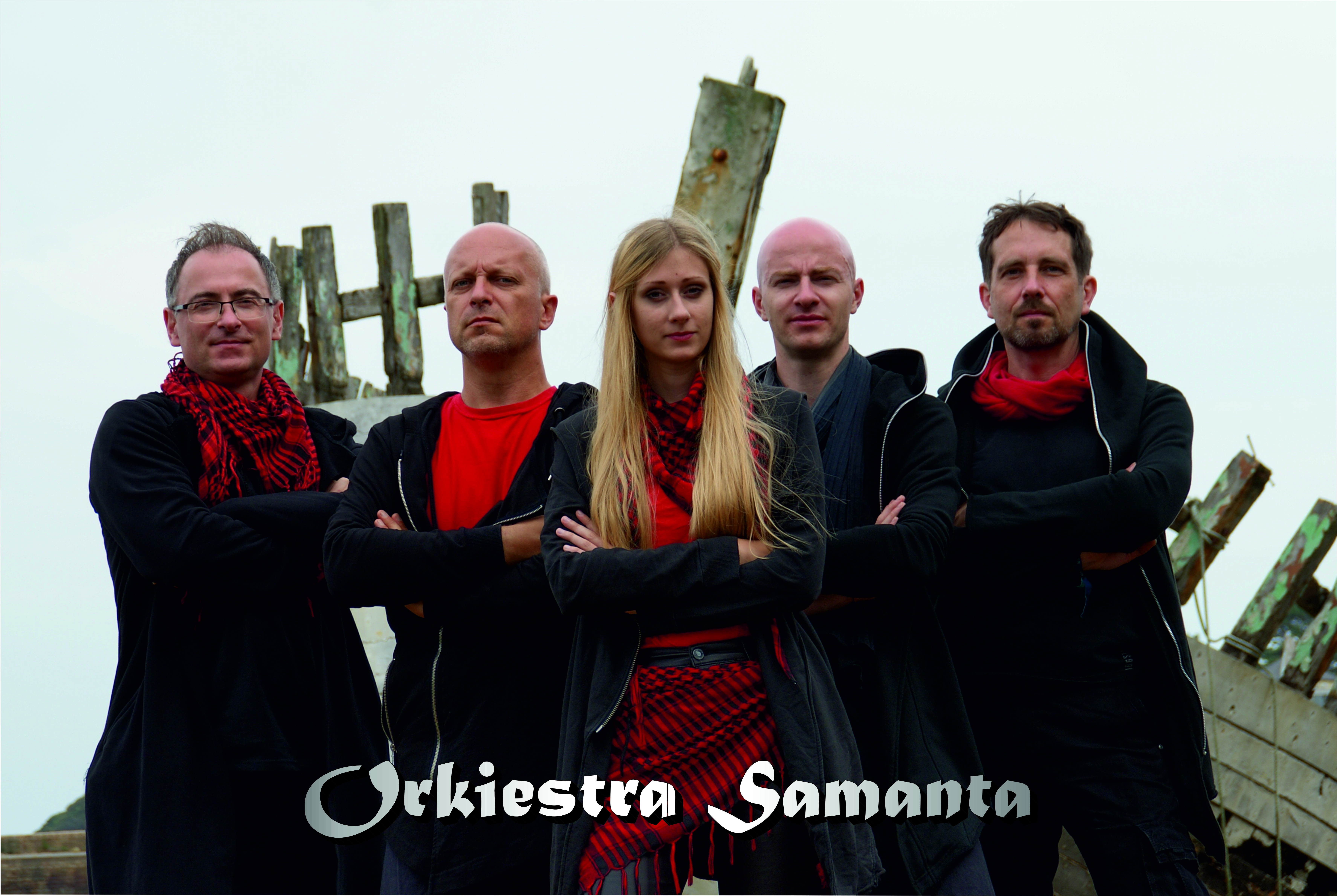

Orkiestra Samanta – folk-rockowy zespół z Wrocławia, czerpiący inspiracje dla swojej muzyki z folku irlandzkiego, szant oraz własnych doświadczeń morskich. 
Zespół debiutował w 1999, a w 2002 ukazała się ich debiutancka płyta Kurs do domu. W latach 2004-2012 zespół współpracuje z francuskim zespołem Les Dieses. Owocem szerokiej współpracy obu zespołów stały się liczne koncerty oraz wydanie polsko-francuskiej płyty Odyseja w 2005 oraz odbyte trasy koncertowe we Francji (2004, 2006) i w Polsce (2007). W 2005 zespół wydał płytę Pod wiatr, a w 2009 Sztorm. W 2007 został członkiem International Shanty and Seasong Association (ISSA) – Międzynarodowego Stowarzyszenia Szant i Pieśni Morza. Od 2011 zespół pełni oficjalny mecenat artystyczny nad polskim żaglowcem Kapitan Borchardt. W 2019 ukazała się ich szósta płyta Arktyka.

## Skład zespołu
- Paweł „Alex” Aleksanderek – wokal, gitara akustyczna
- Kasia Dubaniowska – skrzypce
- Witek Hrycyk – perkusja, instrumenty perkusyjne
- Andrzej Kalus – gitara basowa, wokal
- Paweł Lisiecki – gitara elektryczna

## Nagrody
- II miejsce na V Otwartych Spotkaniach z Szantami „Szuwary 2000” w Węgorzewie
- I miejsce na VII Ogólnopolskich Spotkaniach z Piosenką Turystyczną i Żeglarską „Żagań 2000"
- I miejsce na Festiwalu Piosenki Żeglarskiej „Sława 2000"
- Nagroda Dziennikarzy dla Najlepszego Zespołu Szantowego na Festiwalu „Sława 2000"
- I miejsce na V Spotkaniach z Piosenką Żeglarską „Szanty nad Drawą” w Złocieńcu
- Nagroda Burmistrza Miasta Chojnic na Festiwalu Charzykowy
- I miejsce na Festiwalu Piosenki Żeglarskiej i Morskiej „Morze i Wiatr” w Mrzeżynie
- I miejsce na II (XVI) Międzynarodowym Festiwalu Piosenki Morskiej „WIATRAK 2000” w Świnoujściu
- Grand Prix na XX Radomskich Spotkaniach z Piosenką Żeglarską „RAFA 2000” w Radomiu
- Nagroda Publiczności na Przeglądzie Piosenki Żeglarskiej „BEZAN” 2000” w Tarnowie

## Dyskografia
- 2002: Kurs do domu ( wyd. SWiK Nasze Miasto Wrocław)
- 2005: Odyseja ( wyd. SWiK Nasze Miasto Wrocław)
- 2005: Pod wiatr ( wyd. SWiK Nasze Miasto Wrocław)
- 2009: Sztorm (wyd. Soleil, Alex-Art)
- 2014: Winlandia (wyd. Alex-Art)
- 2019: Arktyka (wyd. Alex-Art)

Składanki fonograficzne, w których uczestniczył zespół Orkiestra Samanta
- Festiwal Szanty Gniazdo Piratów (2004) – Skrzypki
- Zobaczyć morze (2006) – Klipry
- Szanty z Sercem (2006) – Flying Dutch
- Internationaal Shantyfestival „Bie Daip”  (2012) – Kapitan Borchardt
- 30 lat Shanties (2012) – Ocean